# Князева, Ольга Николаевна (хореограф)
О́льга Никола́евна Кня́зева (1907—1976) — советская артистка балета и хореограф, первый балетмейстер Уральского государственного русского народного хора, Заслуженный деятель искусств РСФСР (1956), специалист по русскому народному танцу. Мать кинорежиссёра Владимира Краснопольского.

## Биография
В 1926 году закончила балетную школу при Свердловском театре оперы и балета и была принята в балетную труппу этого театра.
Имя Ольги Князевой неразрывно связано с историей хореографического искусства Урала и историей Уральского государственного академического русского народного хора, основанного при Свердловской филармонии в 1943 году. В 1944—1963 гг. была хореографом, первым балетмейстером, постановщиком и художественным руководителем танцевальной группы этого коллектива. Впервые систематично занялась сбором и изучением уральского танцевального фольклора и составила ряд постановочных работ, основанных на исключительно уральском материале. До сих пор её работы являются образцовыми в этой области.
Кроме работы в Уральском хоре, была постановщиком танцев в Государственном ансамбле народного танца СССР, ансамблях Украины, Молдавии, Сибирском народном хоре и других. Также была председателем жюри различных смотров-фестивалей, составляла методические рекомендации, с 1949 года была председателем городской хореографической секции при Областном доме народного творчества.
Её «Семера», мощная и задорная уральская пляска, — это высокий темп, сложная вязь мелких движений ног, уральская манера, трюки, выполняемые с улыбкой. Точность шагов, отточенность линий и движений, эмоции — всё это хореограф требовала от своих исполнителей.
Открыла несколько молодых талантов. Среди её учеников — Владимир Захаров, которого она, как молодого специалиста, пригласила на практику в свой коллектив в Свердловск. После окончания практики она отправляет его в Куйбышев, где он становится главным балетмейстером Государственного Волжского хора.
Скончалась 27 августа 1976 года в Свердловске. Похоронена на Широкореченском кладбище.

### Семья
- Муж — артист Свердловского государственного театра музыкальной комедии Аркадий Владимирович Краснопольский (по сцене Ледов; 1900, Тирасполь — 1971, Свердловск)[4].
  - Сын — Владимир Аркадьевич Краснопольский, кинорежиссёр.

## Память
В честь Ольги Князевой назван межрегиональный фестиваль-конкурс «На приз О. Н. Князевой», призванный способствовать деятельности по сохранению народного танца, демонстрируя зрителям лучшие народные коллективы и возвращая в обиход полузабытые уральские переплясы и хороводы, составившие в своё время славу Уральского народного хора. Фестиваль-конкурс проводится раз в два года.

## Публикации
- Князева О. Н. Танцы Урала. — Свердловск, 1962.